# Jarrett Allen
 Jarrett Allen (Califórnia, 21 de abril de 1998) é um jogador norte-americano de basquete profissional que atualmente joga no Cleveland Cavaliers da National Basketball Association (NBA).
Ele jogou basquete universitário na Universidade do Texas e foi selecionado pelo Brooklyn Nets como a 22º escolha geral no Draft da NBA de 2017.

## Carreira no ensino médio
Allen estudou na Round Rock High School em Round Rock, Texas, em seu primeiro ano do ensino médio. Ele então se transferiu para a St. Stephen's Episcopal School em Austin, Texas e ganhou dois títulos estaduais em seus últimos três anos.
Ele jogou no All-American Boys Game do McDonald's de 2016.
Allen foi classificado como um recruta de cinco estrelas e foi classificado como o 15º melhor jogador na classe de 2016. Ele se comprometeu com a Universidade do Texas em Austin para jogar basquete universitário.

## Carreira universitária
Como calouro, Allen teve médias de 13,4 pontos e 8,4 rebotes. No entanto, Texas terminou com um decepcionante recorde de 11-22. Seu melhor jogo foi um desempenho de 22 pontos e 19 rebotes em uma derrota para Kansas.  
Após a temporada, ele se inscreveu no draft da NBA de 2017, mas inicialmente não contratou um agente antes de decidir abdicar dos três anos restantes de elegibilidade universitária.

## Carreira profissional

### Brooklyn Nets (2017–2021)

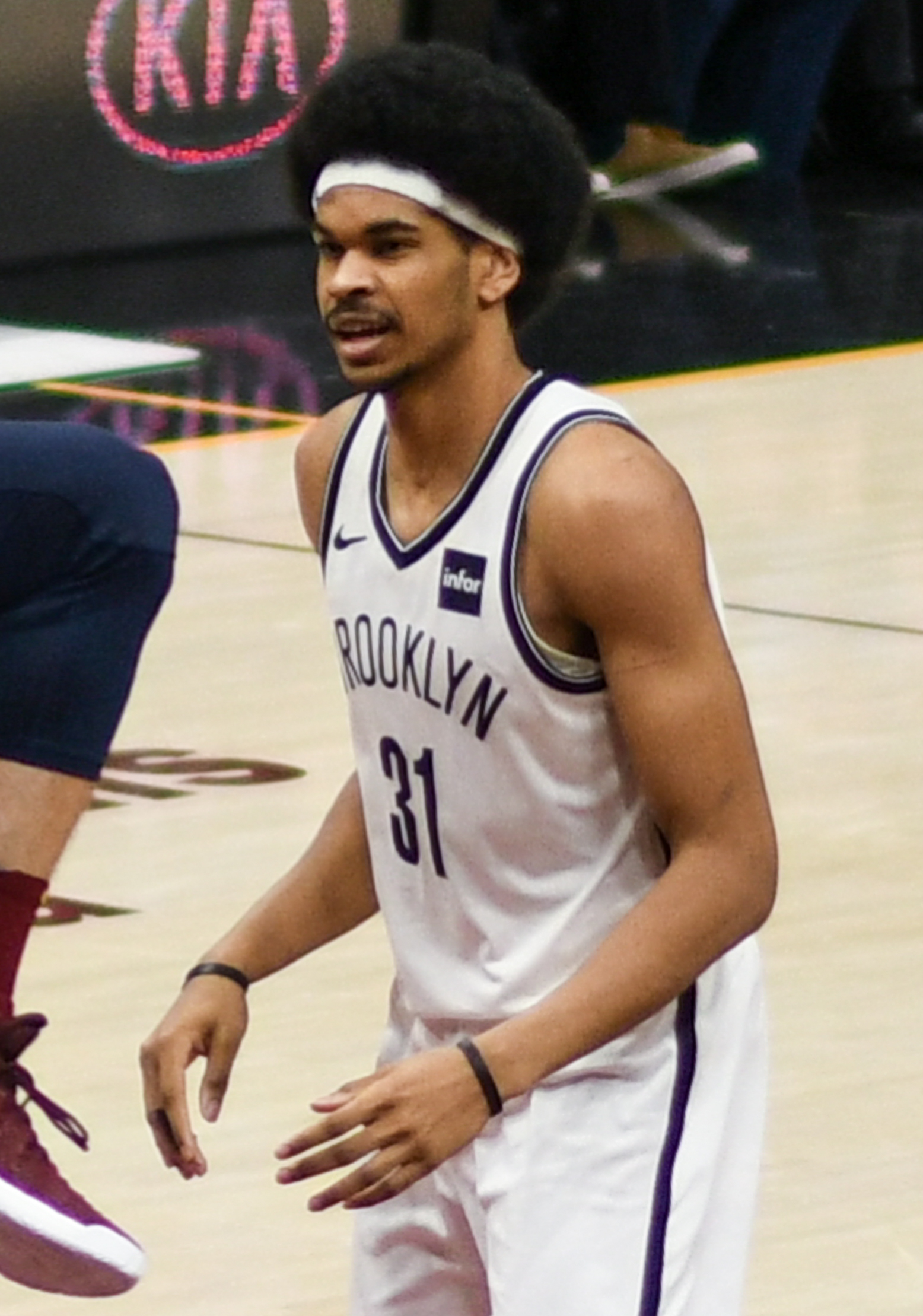
Allen em 2018

Allen foi selecionado pelo Brooklyn Nets como a 22ª escolha geral no draft da NBA de 2017 e assinou seu contrato com os Nets em 20 de julho.
Ele tinha 19 anos e 182 dias quando fez sua estreia na NBA em 20 de outubro, tornando-se o segundo jogador mais jovem a jogar pelos Nets, logo atrás de Derrick Favors. Ele terminou o jogo com nove pontos, dois rebotes e um bloqueio.
Em 25 de janeiro de 2018, Allen foi titular pela primeira vez e registrou 16 pontos e 12 rebotes na vitória por 116-108 sobre o Philadelphia 76ers. Em 2 de fevereiro, em um jogo contra o Los Angeles Lakers, ele registrou 20 pontos, cinco rebotes e um bloqueio. Em 7 de fevereiro, ele pegou 14 rebotes e marcou 13 pontos em uma derrota por 115-106 para o Detroit Pistons. Em 21 de março de 2018, Allen registrou quatro bloqueios, seis rebotes e nove pontos em uma derrota por 111-105 para o Charlotte Hornets. Em 5 de abril, ele conseguiu cinco bloqueios em uma vitória por 119-111 sobre o Milwaukee Bucks.
Em 17 de novembro de 2018, Allen registrou 24 pontos e 11 rebotes em uma derrota por 127-119 para o Los Angeles Clippers. Em 20 de novembro, ele teve 14 rebotes e 13 pontos na vitória sobre o Miami Heat. Em 16 de janeiro de 2019, Allen registrou 20 pontos e 24 rebotes na vitória por 145-142 sobre o Houston Rockets.

### Cleveland Cavaliers (2021–Presente)

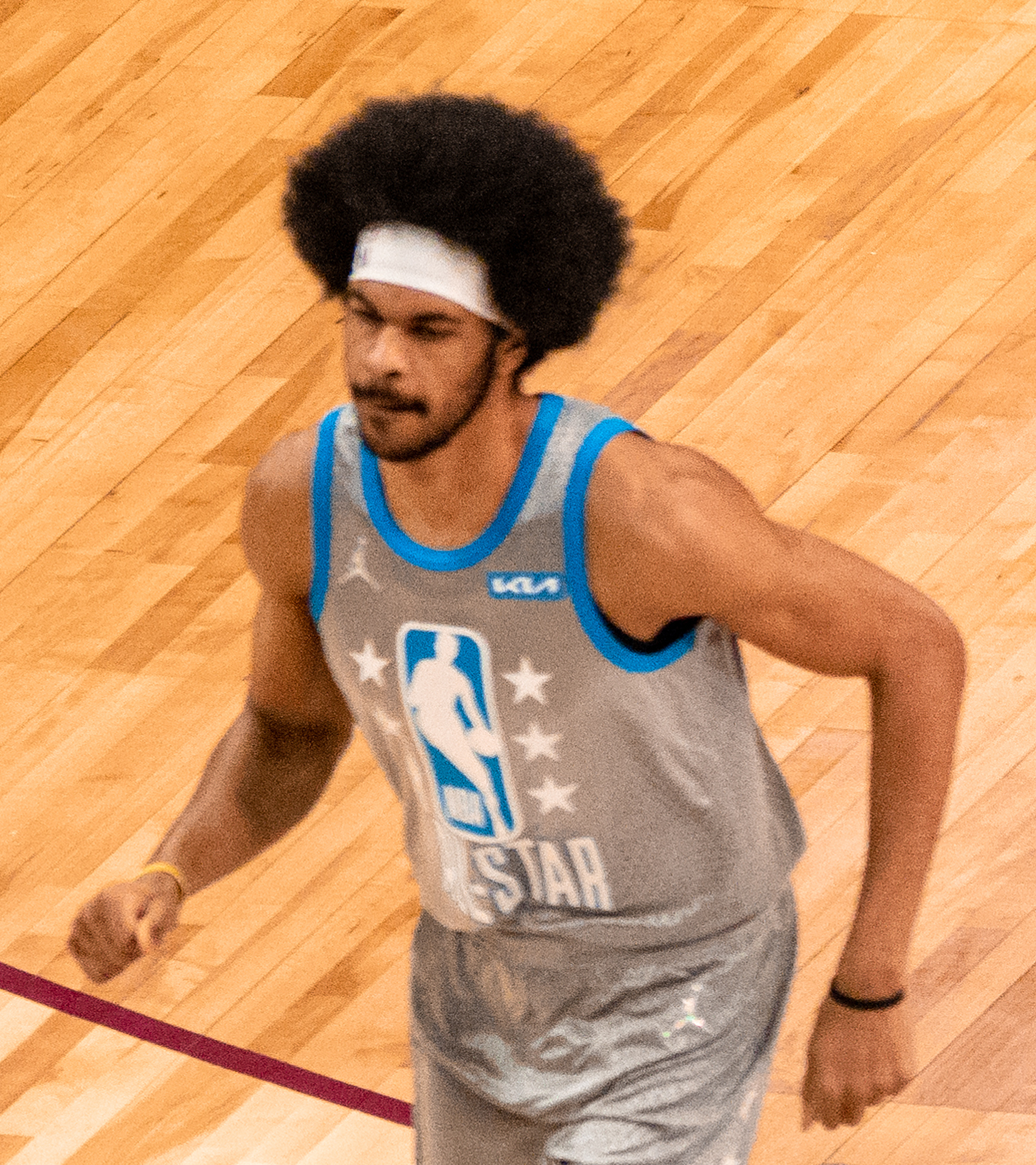
Allen no All-Star Game da NBA de 2022 em Cleveland

Em 14 de janeiro de 2021, Allen foi negociado com o Cleveland Cavaliers em um negócio envolvendo quatro times e que enviou James Harden para o Brooklyn. Em 6 de agosto, Allen assinou um contrato de 5 anos e US$100 milhões com os Cavs.
Allen foi nomeado substituto de Harden, por quem foi negociado um ano antes, no Team LeBron no All-Star Game da NBA de 2022.
Sendo titular em todos os 56 jogos que disputou, Allen encerrou a temporada de 2021-22 com médias de 16,1 pontos, 10,8 rebotes, 1,6 assistências, 1,3 bloqueios e 0,8 roubos por jogo, as melhores médias da carreira. Ao lado do novato e colega de equipe Evan Mobley, Allen liderou o Cleveland de uma porcentagem de vitórias de 30,6% e a sexta pior defesa da liga para uma porcentagem de vitórias de 53,7% e a quinta melhor defesa da liga em eficiência; essa porcentagem era de 57,8% antes de Allen sofrer uma lesão no dedo fraturado no início de março.
Em 28 de dezembro de 2023, ele marcou 24 pontos, pegou 23 rebotes, registrou 6 assistências e 2 roubos em uma vitória por 113-110 sobre o Dallas Mavericks. No dia seguinte, Allen marcou 30 pontos, pegou 12 rebotes, deu seis assistências e bloqueou dois arremessos com 15 de 17 acertos nos arremessos de quadra em uma derrota por 119-111 contra o Milwaukee Bucks. Em 22 de janeiro de 2024, ele estabeleceu o recorde da franquia de duplos-duplos consecutivos durante uma vitória contra o Orlando Magic ao ultrapassar a sequência de 11 jogos mantida por Andre Drummond e Elmore Smith. No Jogo 2 da primeira rodada dos playoffs contra o Magic, Allen registrou seu recorde pessoal de playoffs com 20 rebotes, além de 16 pontos, três assistências, dois roubos e três bloqueios em uma vitória por 96-86.

## Vida pessoal
O pai de Allen, Leonard, foi selecionado pelo Dallas Mavericks no draft da NBA de 1985 e jogou na San Diego State e na Espanha. Seu irmão mais velho, Leonard Jr., se comprometeu a jogar basquete universitário pela Universidade Baylor, mas tirou uma licença em 2017.

## Estatísticas da carreira

### NBA

#### Temporada regular
| Ano      | Equipe    | PJ  | PT  | MPJ  | AP   | 3P   | LL   | RT   | AS  | BR | TO  | PPJ  |
| -------- | --------- | --- | --- | ---- | ---- | ---- | ---- | ---- | --- | -- | --- | ---- |
| 2017–18  | Brooklyn  | 72  | 31  | 20.0 | .589 | .333 | .776 | 5.4  | .7  | .4 | 1.2 | 8.2  |
| 2018–19  | Brooklyn  | 80  | 80  | 26.2 | .590 | .133 | .709 | 8.4  | 1.4 | .5 | 1.5 | 10.9 |
| 2019–20  | Brooklyn  | 70  | 64  | 26.5 | .649 | .000 | .633 | 9.6  | 1.6 | .6 | 1.3 | 11.1 |
| 2020–21  | Brooklyn  | 12  | 5   | 26.7 | .677 | .000 | .754 | 10.4 | 1.7 | .6 | 1.6 | 11.2 |
| 2020–21  | Cleveland | 51  | 40  | 30.3 | .609 | .316 | .690 | 9.9  | 1.7 | .5 | 1.4 | 13.2 |
| 2021–22  | Cleveland | 56  | 56  | 32.3 | .677 | .100 | .708 | 10.8 | 1.6 | .8 | 1.3 | 16.1 |
| 2022–23  | Cleveland | 68  | 68  | 32.6 | .644 | .100 | .733 | 9.8  | 1.7 | .8 | 1.2 | 14.3 |
| 2023–24  | Cleveland | 77  | 77  | 31.7 | .634 | .000 | .742 | 10.5 | 2.7 | .7 | 1.1 | 16.5 |
| Carreira | Carreira  | 486 | 421 | 28.2 | .633 | .122 | .718 | 9.3  | 1.6 | .6 | 1.3 | 12.6 |

#### Playoffs
| Ano      | Equipe    | PJ | PT | MPJ  | AP   | 3P | LL   | RT   | AS  | BR | TO  | PPJ  |
| -------- | --------- | -- | -- | ---- | ---- | -- | ---- | ---- | --- | -- | --- | ---- |
| 2019     | Brooklyn  | 5  | 5  | 22.0 | .594 | —  | .850 | 6.8  | 2.2 | .6 | .6  | 11.0 |
| 2020     | Brooklyn  | 4  | 4  | 33.0 | .583 | —  | .813 | 14.8 | 2.3 | .5 | 1.8 | 10.3 |
| 2023     | Cleveland | 5  | 5  | 38.1 | .611 | —  | .500 | 7.4  | 2.4 | .8 | 1.0 | 9.4  |
| Carreira | Carreira  | 14 | 14 | 31.0 | .596 | —  | .721 | 9.6  | 2.3 | .6 | 1.1 | 10.2 |

### Universitário
| Ano     | Equipe | PJ | PT | MPJ  | AP   | 3P   | LL   | RT  | AS | BR | TO  | PPJ  |
| ------- | ------ | -- | -- | ---- | ---- | ---- | ---- | --- | -- | -- | --- | ---- |
| 2016–17 | Texas  | 33 | 33 | 32.2 | .566 | .000 | .564 | 8.4 | .8 | .6 | 1.5 | 13.4 |

Fonte:

## Vida pessoal
A família de Allen também joga basquete: Seu pai, Leonard, foi selecionado pelo Dallas Mavericks no Draft da NBA de 1985 e jogou na Universidade Estadual de San Diego e na Espanha e seu irmão mais velho, Leonard Jr., jogou basquete universitário.